# Allseas
Allseas Group SA是一家总部位于瑞士的海上承包商，专门从事管道鋪設、起重和海底施工。它由Edward Heerema于1985年创立，业务遍及全球。该公司总部位於瑞士沙泰勒聖但尼。Allseas拥有一支由重型起重船、铺管船和海底安装船组成的多功能船队。該公司还拥有世界上最大的施工船开拓精神号。